# Sander Danes
Sander Danes (Groningen, 28 augustus 1985) is een Nederlandse voetballer. 

## Profiel
Danes is keeper en begon zijn loopbaan bij FC Emmen waar hij in totaal veertien wedstrijden voor zou uitkomen als reservekeeper in de seizoenen 2004-2006 en van 2007-2009. Hierna kwam zijn profloopbaan ten einde en ging hij spelen als amateur bij HHC Hardenberg.

## Profstatistieken
| Seizoen   | Club     | Wedstrijden | Doelpunten | Competitie     |
| --------- | -------- | ----------- | ---------- | -------------- |
| 2004/2005 | FC Emmen | 3           | 0          | Jupiler League |
| 2005/2006 | FC Emmen | 0           | 0          | Jupiler League |
| 2007/08   | FC Emmen | 2           | 0          | Jupiler League |
| 2008/09   | FC Emmen | 9           | 0          | Jupiler League |